# Lupin III: Farewell to Nostradamus
Lupin III: Farewell to Nostradamus (jap. ルパン三世 くたばれ!ノストラダムス, Rupan sansei: Kutabare! Nosutoradamusu, dt. etwa: „Lupin III: Geh zum Teufel Nostradamus“) ist ein japanischer Anime-Film aus dem Jahr 1995 ist der vierte Spielfilm der Lupin III-Reihe. Er entstand beim Studio TMS Entertainment.

## Handlung
Auf dem Rückweg von einem Diamantenraub trifft Lupin im Flugzeug auf Fujiko Mine und ein kleines Mädchen, das von ihr begleitet wird und ihm die Puppe mit dem Diamanten stiehlt. Ehe Lupin sich die Puppe zurückholen kann, wird das Flugzeug entführt und schließlich – nachdem alle Passagiere in Sicherheit sind – gesprengt. In dem Aufruhr wird das Mädchen entführt, das sich als Erbin der superreichen Familie Douglas herausstellt. Julia, so ihr Name, ist außerdem ein Schlüssel zur Schatzkammer von Douglas, die nur von Familienmitgliedern betreten werden darf. Fujiko will mit Julias Hilfe die verschollenen letzten Prophezeiungen des Nostradamus stehlen, die sich dort befinden sollen. Daher gab sie sich als Privatlehrerin Julias aus. Gemeinsam mit Lupin und Daisuke Jigen begibt sie sich in Douglas’ gigantischen Wolkenkratzer, um ihm von der Entführung zu berichten.
Während Fujiko mit Julias Eltern spricht, versuchen Lupin und Jugen erfolglos in die Schatzkammer zu gelangen. Douglas bereitet seine Kandidatur als Präsident der Vereinigten Staaten vor. Der Kommandant der Entführer Chris fordern von ihm, seine Kandidatur zurückzuziehen. Douglas will sich weigern und gerät darüber in Streit mit seiner Frau, die ihm vorwirft ihre Tochter seinen Ambitionen zu opfern. Als Chris mit seinen Männern aus dem Wolkenkratzer flieht, entführt er auch Fujiko. Währenddessen hält der Sektenführer Rhisley eine Rede vor seinen Anhängern des Nostradamu-Kults. Er verspricht ihnen, die verschollenen Prophezeiungen zu besitzen und aus ihnen die Zukunft vorhersagen zu können. Damit will er die Macht an sich reißen. Für ihn arbeitet auch Chris, ein ehemaliger Militär.
Lupin erfährt, dass sein Onkel Philip schon einmal in die Schatzkammer von Douglas gelangt ist. Daher sucht er ihn im Gefängnis auf, wo er aber auch auf Chris und seine Männer trifft. Beim Kampf kommt Philip ums Leben, kann Lupin aber noch Informationen und sein Glasauge geben. Auch Lupin scheint umgekommen zu sein und seine Freunde Goemon und Jigen sowie Inspektor Zenigata, der den Kampf beim Gefängnis miterlebt hat, sind in Trauer. Zenigata wird von Douglas mit der Suche nach seiner Tochter beauftragt und Goemon und Jigen wollen weiter gegen Chris kämpfen. Währenddessen wird Lupin vom Jungen Sergio und dessen Großmutter aufgefunden und gepflegt. In dem Dorf trifft er auch auf Fujiko, die jedoch ihre Erinnerungen verloren hat und für die Nostradamus-Sekte arbeitet. Bei ihr ist Julia. Durch Zufall kann Julia die Hypnose brechen, unter der Fujiko steht. Lupin kann seine Freunde kontaktieren und sie können mit Sergios Hilfe fliehen, nur Julia wird erneut entführt.
Während Lupin und seine Freunde erkennen, dass sie mit Philips Auge die Sicherheitsvorkehrungen der Schatzkammer austricksen können, prophezeit Rhisley den Einsturz von Douglas’ Wolkenkratzer. Dieser wurde in der Nacht zuvor von Chris vorbereitet. Douglas weigert sich, auf die Forderungen der Entführer einzugehen und erklärt seine Präsidentschaftskandidatur. Entsetzt von der Kaltherzigkeit ihres Mannes läuft seine Frau zur Nostradamus-Sekte über. In der nach der Prophezeiung entstehenden Panik im Wolkenkratzer versuchen Lupin und seine Freunde in die Schatzkammer einzubrechen. Und auch Chris macht sich mit seinen Männern und Julia dorthin auf den Weg. Er hat mit Rhisley gebrochen und will die Prophezeiungen und die Macht für sich, anstatt die Bomben im Gebäude auszulösen. Er gelangt mit Julia als erster in die Kammer, wird jedoch in der letzten Falle – einer Illusion – gefangen. Lupin und Jigen werden von Julia davor bewahrt. Als auch Rhisley die Kammer erreicht, mit Hilfe von Douglas Frau, und Lupin zwingen will das Buch zu übergeben, gerät Chris durch die Illusion in Panik und löst die Bomben aus. Während die anderen versuchen zu fliehen, wird Chris durch die Explosionen aus der Illusion befreit und greift Lupin an. Doch Lupin kann in letzter Sekunde mit Julia fliehen, während Chris und Rhisley im Einsturz des Gebäudes umkommen. Das mit ihnen gerettete Buch offenbart sich als von Julia vollgekritzelt und wertlos. Zumindest der Diamant ist gerettet. Mit dem Erlös aus dem Verkauf wollen Julia und Lupin dem armen Sergio helfen.

## Produktion und Veröffentlichung
Der Film entstand unter der Regie von Takeshi Shirato und Shun’ya Itō bei TMS Entertainment. Das Drehbuch schrieben Hiroshi Kashiwabara und Toshiya Ito. Für das Charakterdesign war Kenji Hachizaki verantwortlich und die künstlerische Leitung lag bei Tadashi Kudo. Die Musik komponierte Yuji Ohno. Das Abspannlied Ai no Tsuzuki wurde gesungen von Iori Sokagami. Es war das erste Lupin-Projekt, indem Kanichi Kurita Lupin spricht, da Yasuo Yamada im März 1995, kurz vor den Aufnahmen, verstarb.
Der Film kam am 22. April 1995 in die japanischen Kinos. Eine deutsche Fassung erschien im Oktober 2006 bei SPVision aus DVD. Anders als ältere Lupin-Filme wurde dieser nicht zuvor bei MTV gezeigt. Daneben kamen Übersetzungen ins Englische, Spanische, Französische und Italienische heraus.

## Synchronisation
Die deutsche Synchronisation entstand 2006 nach einem Dialogbuch und unter der Dialogregie von Detlef Klein, bei der Rainer Brandt Filmproduktions GmbH in Berlin.
| Rolle              | Japanischer Sprecher (Seiyū) | Deutscher Sprecher |
| ------------------ | ---------------------------- | ------------------ |
| Arsène Lupin III   | Kanichi Kurita               | Peter Flechtner    |
| Daisuke Jigen      | Kiyoshi Kobayashi            | Tilo Schmitz       |
| Fujiko Mine        | Eiko Masuyama                | Ghadah Al-Akel     |
| Goemon Ishikawa    | Makio Inoue                  | Peter Reinhardt    |
| Inspector Zenigata | Gorō Naya                    | Stefan Staudinger  |
| Julia              | Yumi Adachi                  | Victoria Frenz     |
| Rhisley            | Hosei Komatsu                | Rainer Brandt      |
| Maria Douglas      | Fumi Dan                     | Liane Rudolph      |
| Chris              | Akio Ōtsuka                  | Jan Spitzer        |
| Philip             | Joji Yanami                  | Walter Alich       |
| Douglas            | Osamu Saka                   | Reinhard Kuhnert   |

## Rezeption
Anlässlich der deutschen DVD-Veröffentlichung rezensierte die Animania den Film und nannte ihn – trotz vergleichsweise hohen Budgets – den schlechtesten der Reihe. Zwar orientiere sich das Design an den früheren Titeln, sodass Nostalgiker und Lupin-Fans durchaus auf ihre Kosten kommen, aber die „lustlos montierte Story“ könne vielen „übel aufstoßen“. Den Figuren fehle der Charme und die Actionszenen seien überspannt und erinnerten eher an Slapstick-Cartoons. Die technische Umsetzung der deutschen Fassung sei in Ordnung, ebenso die Synchronisation.